# ليبنسراوم
المجال الحيوي (بالألمانية: Lebensraum) (تُلفظ [leːbənsˌʁaʊm]) مفهوم يصف سياسات وممارسات الاستعمار الاستيطاني الذي انتشر في ألمانيا من تسعينيات القرن التاسع عشر إلى أربعينيات القرن العشرين. تم نشر المجال الحيوي لأول مرة في عام 1901، وأصبح هدفًا جيوسياسيًا لإمبراطورية ألمانيا في الحرب العالمية الأولى (1914-1918)، وكعنصر أساسي في برنامج التوسع الإقليمي.

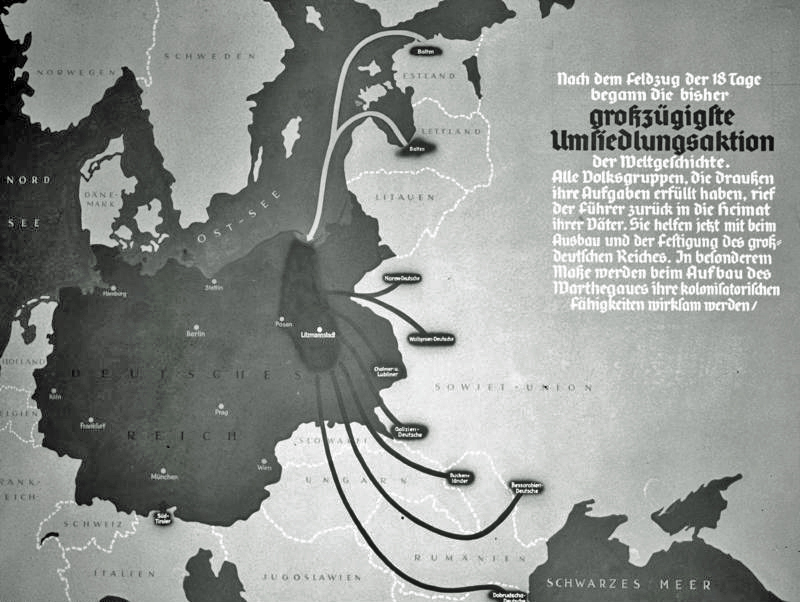
Bundesarchiv R 49 Bild-0705, Polen, Herkunft der Umsiedler, Karte

تم دعم الشكل الأكثر تطرفا لهذه الأيديولوجية من قبل الحزب النازي (NSDAP) وألمانيا النازية حتى نهاية الحرب العالمية الثانية.
بعد صعود أدولف هتلر إلى السلطة، أصبح مبدأ نطاق الدولة مبدأ أيديولوجيًا للنازية وقدم تبريرًا للتوسع الإقليمي الألماني في وسط وشرق أوروبا. استندت سياسة («الخطة الشرقية») على مبادئها. نصت على أن ألمانيا تطلب مجالًا حيويًا ضروريًا لبقائها وأن معظم السكان الأصليين في أوروبا الوسطى والشرقية يجب أن يتم إبعادهم نهائيًا (إما من خلال الترحيل الجماعي إلى سيبيريا أو الإبادة أو الاستعباد).

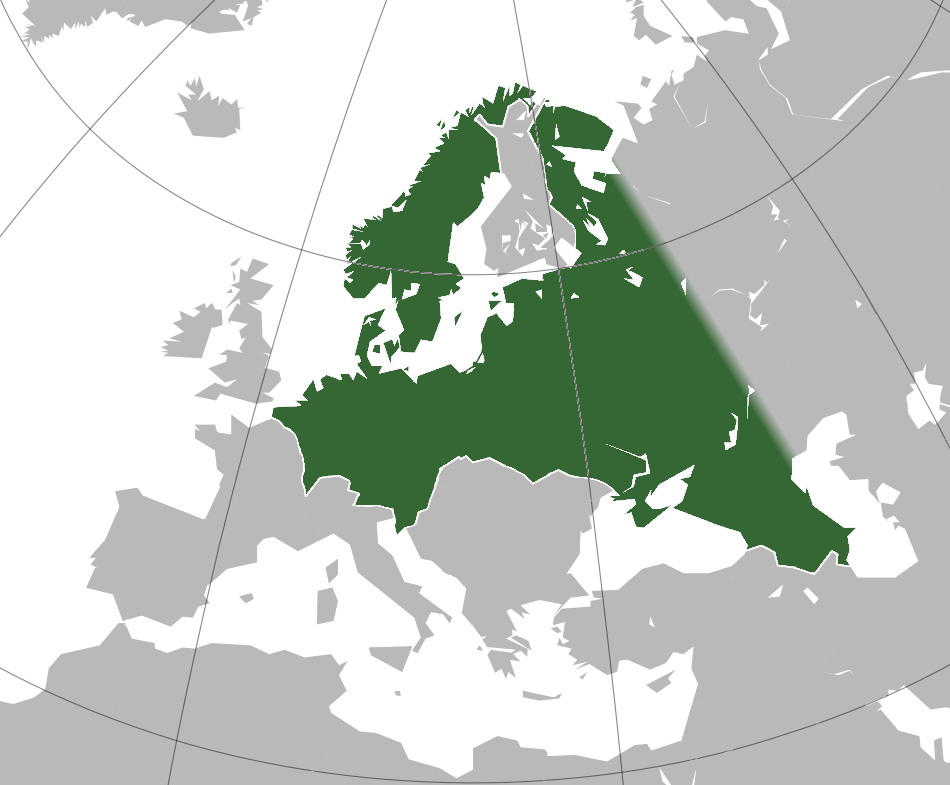
Greater Germanic Reich

هدفت الحكومة النازية إلى إعادة إسكان هذه الأراضي بالمستعمرين الجرمانيين خلال الحرب العالمية الثانية وما بعدها.

## الأصول
مصطلح المجال الحيوي استخدمه عالم الأحياء الألماني أوسكار بيشل في عام 1860 في استعراضه لأصول الأنواع لتشارلز داروين (1859).
في عام 1897، طبق فريدريك رتزل المصطلح في كتابه الجغرافيا السياسية وكلمة Lebensraum بمعني («مساحة المعيشة»)  أتخذت لوصف الجغرافيا الطبيعية كعامل يؤثر على الأنشطة البشرية في التطور المجتمعي. ثم في عام 1901، وسع راتزيل أطروحته في مقال بعنوان «المجال الحيوي».
أثناء الحرب العالمية الأولى، تسبب الحصار البريطاني للتجارة مع ألمانيا في شح الغذاء في ألمانيا ولم تصل موارد المستعمرات الأفريقية لألمانيا؛ وتسبب ذلك في زيادة سيطرة فكرة النطاق والتوسع شرقًا إلى روسيا للسيطرة على الموارد لوقف نقص الغذاء. وفي الفترة ما بين الحربين العالميتين الأولى والثانية (1919–1939)، تبنى القوميون الألمان مصطلح النطاق لسياستهم من أجل إنشاء إمبراطورية استعمارية جرمانية مثل الإمبراطورية البريطانية، والإمبراطورية الفرنسية، والإمبراطورية التي أسستها الولايات المتحدة مع التوسع الغربي «للحدود الأمريكية»، والذي أيدته وبررته أيديولوجية المصير الواضح (1845). وبلورة راتزيل في أن تطور الناس إلى مجتمع يتأثر بشكل أساسي بوضعهم الجغرافي (موطنهم)، وأن المجتمع الذي يتكيف بنجاح مع منطقة جغرافية معينة من شأنه أن يوسع بشكل طبيعي ومنطقي حدود أمته إلى منطقة أخرى. ولحل مشكلة الاكتظاظ السكاني الألمانية، فقد قال راتزل إن الإمبراطورية الألمانية (1871-1918) ستطلب مستعمرات ما وراء البحار والتي يجب أن يهاجر إليها الألمان الجدد.

### الجغرافيا السياسية

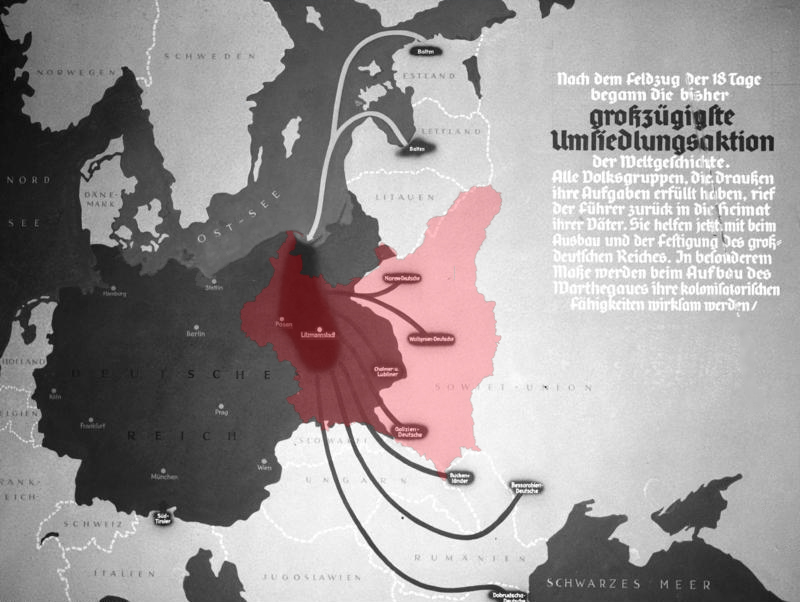
Die 'großzügigste Umsiedlungsaktion' with Poland superimposed, 1939

وفي هذه الحالة، فأن مفهوم فريدريك راتزل المجازي عن المجتمع ككائن حي - والذي ينمو ويتقلص في علاقته المنطقية مع Lebensraum (الموئل) - ثبت تأثيره بشكل خاص على عالم السياسة السويدي والسياسي المحافظ يوهان رودولف كيلين (1864-1922) الذي فسر تلك الاستعارة البيولوجية على أنها قانون طبيعي جيوسياسي. ففي دراسة سياسية Schweden (1917 ؛ السويد)، صاغ Kjellén عدة مصطلحات:
- geopolitik (وهي ظروف ومشاكل الدولة التي تنشأ من إقليمها الجغرافي)،
- œcopolitik (العوامل الاقتصادية التي تؤثر على سلطة الدولة)،
- demopolitik (المشاكل الاجتماعية التي تنشأ من التكوين العرقي للدولة)

وذلك لشرح التفاصيل السياسية التي يجب مراعاتها للإدارة الناجحة والحكم للدولة.
وعلاوة على ذلك، كان لها تأثير فكري كبير على سياسة الإمبراطورية الألمانية، خاصة مع Staten som livsform (1916 ؛ الدولة كشكل من أشكال الحياة) وهو كتاب سابق في العلوم السياسية أنتشر في مجتمع ساسة الإمبراطورية الألمانية، وفية مفهوم geopolitik أي الجيوبولتيكس قد اكتسب تعريفًا أيديولوجيًا بخلاف التعريف الأصلي للجغرافيا البشرية.
تفسير Kjellén الجيوسياسي للنطاق الحيوي Lebensraum تبني المفهوم التوسيعي وتكييفه مع سياسات ألمانيا التوسعية من قبل دعاة الإمبريالية الألمان مثل الجنرال فريدريش فون برناردي (1849-1930) والجغرافي السياسي ومؤيد الجغرافيا السياسية كارل هوشوفر (1869-1946). في كتاب Deutschland und der Nächste Krieg (1911 ؛ ألمانيا والحرب التالية)، طور الجنرال فون برناردي كتاب فريدريك راتزيل Lebensraum مفهوم النطاق الحيوي ليصبح نضال عنصري من أجل مساحة أكبر للمعيشة والحياة؛ وحددت بصراحةً أوروبا الشرقية على أنها الموطن الجديد للشعب الألماني؛ وقالوا إن الحرب القادمة ستكون صراحة من أجل الحصول على نطاق حيوي Lebensraum - كل ذلك من أجل تحقيق «مبدأالضرورة البيولوجية» لحماية العرق الألماني. وكان قهر الأعراق السلافية واللاتينية أمرًا ضروريًا، لأنه «بدون حرب، فإن الأجناس الأقل عددا وحضارة من شأنها أن تخنق النمو الطبيعي» للعرق الألماني - وبالتالي، فإن الحرب من أجل النطاق الحيوي Lebensraum كانت وسيلة ضرورية للدفاع عن ألمانيا ضد الركود الثقافي والاندماج العرقي.

### أيديولوجية عنصرية

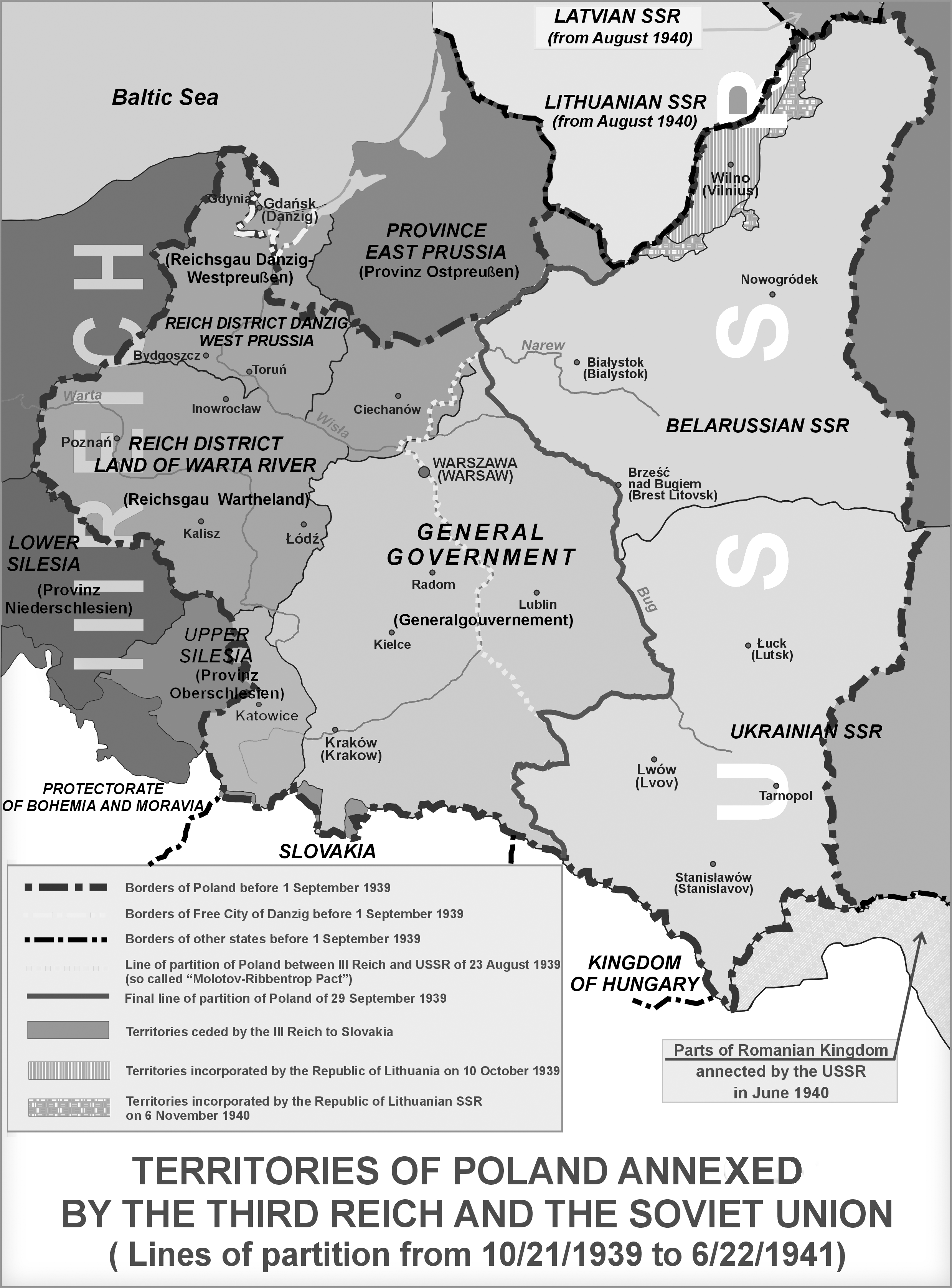
Occupation of Poland 1939 (b&w)

في السياسة الوطنية لألمانيا في عصر فايمار، توسع الاستخدام الجيوسياسي لـنظاق الدولة Lebensraum ويعود الفضل في ذلك لكارل إرنست هوشوفر ومعهده للجغرافيا السياسية، في ميونيخ، وخاصة التفسير القومي المتطرف للانتقام من الهزيمة العسكرية في الحرب العالمية الأولى (1914-1918)، وأنهاء مقررات معاهدة فرساي (1919)، والتي حاصرت ألمانيا جغرافيا واقتصاديا وعسكريا.
لقد قال السياسي أدولف هتلر إن الجغرافيا السياسية في القومية الاشتراكية (النازية) «تعني التوسع الحتمي» واللتي من شأنها عكس الزيادة السكانية، وتوفير الموارد الطبيعية، ودعم الشرف الوطني الألماني. في كتابة (عام 1925؛ كفاحي)،Mein Kampf قدم هتلر تصوره عن المجال الحيوي Lebensraum كأساس فلسفي للرايخ الجرماني الأكبر الذي كان مقدرًا له استعمار أوروبا الشرقية - وخاصة أوكرانيا في الاتحاد السوفيتي - وبالتالي حل مشاكل الزيادة السكانية، وكان على الدول الأوروبية الاستجابة لهذة المطالب الجيوسياسية.
الاستخدامات النازية لمصطلح Lebensraum كانت عنصرية بشكل واضح، لتبرير الحق الرباني للشعوب الجرمانية المتفوقة عرقياً (Herrenvolk) ولتحقيق مصيرهم الثقافي على حساب الشعوب الأدنى عرقيًا (Untermenschen)، مثل السلاف في بولندا وروسيا وأوكرانيا وشعوب «الشرق» الأخرى غير الجرمانية.
استنادًا إلى تفسير يوهان رودولف كجيلين الجيوسياسي لمصطلح الجغرافيا البشرية لفريدريك راتزيل، أتخذ النظام النازي (1933-1945) مسطلح المجال الحيويLebensraum باعتباره المنطلق العنصري للسياسة الخارجية التي بدأوا بها في الحرب العالمية الثانية، في 1 سبتمبر 1939، وفي محاولة لتحقيق الرايخ الجرماني الأكبر على حساب مجتمعات أوروبا الشرقية.